# FAdeA IA-100
IA-100 je cvičný letoun v současné době vyvíjený v argentinské Fábrica Argentina de Aviones. Patří do kategorie akrobatických dvoumístných strojů použitelných k pilotnímu výcviku v oblasti civilního i vojenského letectví. Je plně zkonstruován z kompozitních materiálů. V roce 2015 byl veřejnosti představen jeho technologický demonstrátor, a 8. srpna 2016 prototyp podnikl první let o délce 58 minut. Typ bude v budoucnu užíván Argentinským letectvem.

## Vznik a vývoj
IA-100 je konstrukcí vyvíjenou podle vlastního projektu společností Fábrica Argentina de Aviones (FAdeA) a stavěnou v jejích výrobních zařízeních, za použití některých komponentů dodávaných dalšími argentinskými subdodavateli. 
Projekt má čtyři vývojové fáze:
Fáze 1sestává z technologického demonstrátoru, konfigurovaného jako jednomotorový dolnoplošník s pevným příďovým podvozkem, s kokpitem pro dvoučlennou osádku sedící bok po boku, schopný letu podle přístrojů.
Fáze 2je užitkový letoun s pevným podvozkem a zjednodušenou avionikou, splňující podmínky certifikátu FAR 23.
Fáze 3je projekt letounu se zatahovacím podvozkem, založený na stroji fáze 2, splňující podmínky certifikátu FAR 23 a určený jako základní a akrobatický cvičný letoun pro potřeby vojenského letectva. Plánované označení sériové varianty je IA-74.
Fáze 4poslední plánovanou vývojovou variantou je čtyřmístný spojovací a užitkový letoun se silnější pohonnou jednotkou, určený pro vojenské i civilní zákazníky. Základní varianta má splňovat nároky certifikace FAR 23, a typ má mít možnost kustomizace avioniky a uspořádání podvozku.

## Specifikace

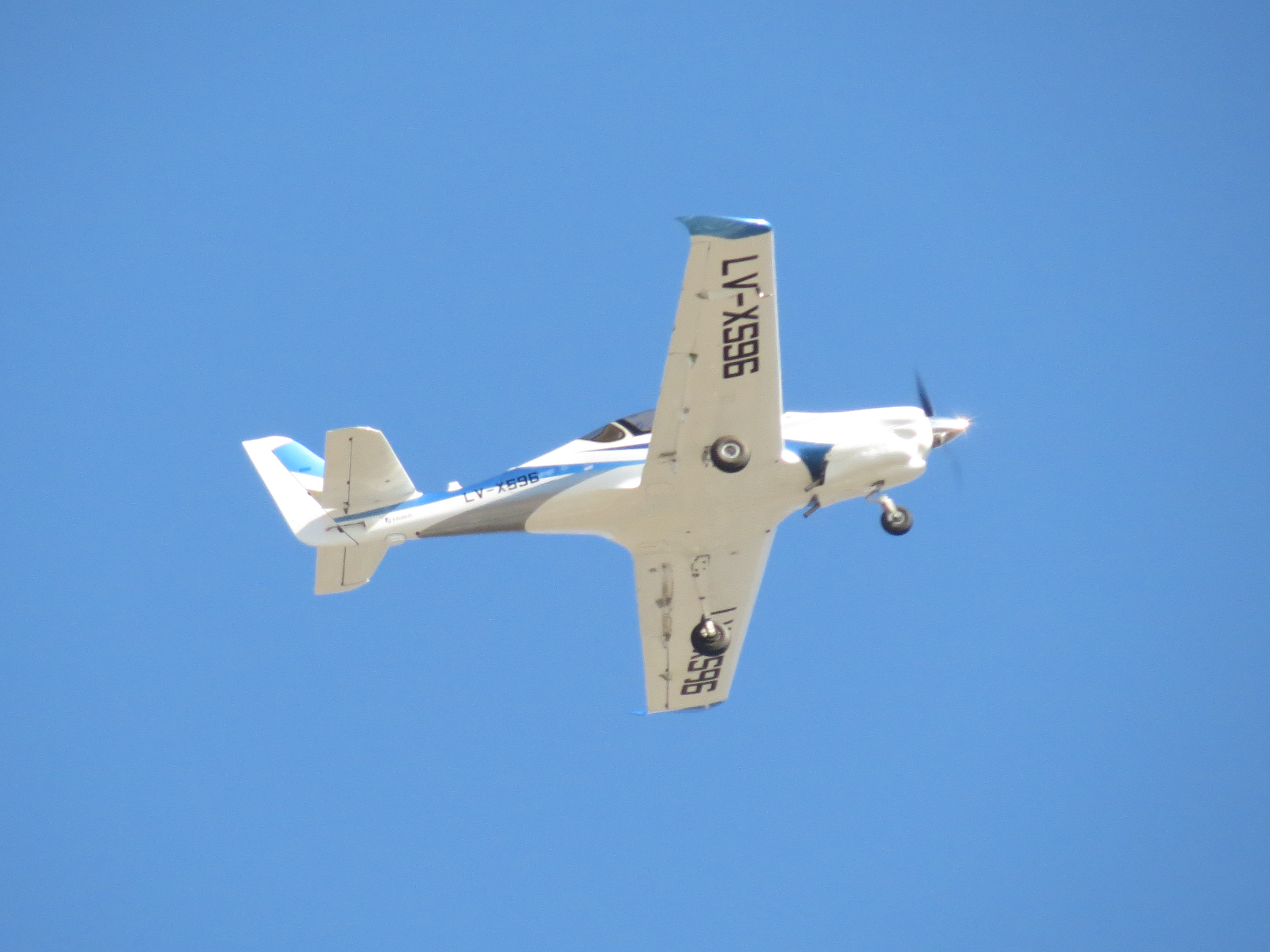
IA-100

### Technické údaje
- Osádka: 2 (vedle sebe)
- Délka: 7,8 m
- Rozpětí: 9,4 m
- Výška: 2,4 m
- Nosná plocha: 12,5 m²
- Vzletová hmotnost: 670 kg
- Maximální vzletová hmotnost: 950 kg
- Pohonná jednotka: 1 × vzduchem chlazený boxer Lycoming AEIO-360 B1F pohánějící dvoulistou vrtuli
- Výkon pohonné jednotky:  180 hp (134 kW)

### Výkony
- Cestovní rychlost:  135 uzlů (250 km/h) IAS
- Pádová rychlost: 55 uzlů (101,9 km/h) bez klapek, 50 uzlů (92,6 km/h) s vysunutými klapkami
- Dolet: 850 km
- Dostup: 5486 m
- Stoupavost: 365 m/min